# Kazuyoshi Mikami
Kazuyoshi Mikami (三上 和良 Mikami Kazuyoshi?), född 29 augusti 1975 i Saitama prefektur, är en japansk före detta fotbollsspelare.
Mikami började sin karriär 1998 i Vissel Kobe. 2000 blev han utlånad till Verdy Kawasaki. Han gick tillbaka till Vissel Kobe 2001. Efter Vissel Kobe spelade han för JEF United Ichihara och Yokohama F. Marinos. Med Yokohama F. Marinos vann han japanska ligan 2003. Efter Yokohama F. Marinos spelade han för Oita Trinita och Omiya Ardija. Han avslutade karriären 2006.